# Diparopsis tephragramma
Diparopsis tephragramma là một loài bướm đêm trong họ Noctuidae.